# 342 до н. е.

## Події
- перси захопили Мемфіс і весь Єгипет, а Нектанеб II, зібравши свої скарби, втік до Нубії.
- Марк Валерій Максим Корв призначається диктатором для придушення повсталих легіонів, що були у Кампанії.

## Народились
- ???? — Імператор Корей, 7-й імператор Японії, синтоїстське божество, легендарний монарх.
- Менандр — давньогрецький поет.